# محوطه خلکونه
محوطه خلکونه مربوط به دوره اشکانیان - سده‌های اولیه دوران‌های تاریخی پس از اسلام است و در شهرستان خرم‌آباد، بخش پاپی، دهستان کشور، ۴۵۰ متری شمال روستای کلی نی واقع شده و این اثر در تاریخ ۲۸ اسفند ۱۳۸۵ با شمارهٔ ثبت ۱۸۶۲۴ به‌عنوان یکی از آثار ملی ایران به ثبت رسیده است.